# Ігровище
Ігровище — хребет в Українських Карпатах, в масиві Ґорґани. Розташований на межі Рожнятівського і Богородчанського районів Івано-Франківської області, в межиріччі Лімниці та Бистриці Солотвинської. 
Максимальна висота 1804,3 м. Протяжність Ігровища порівняно невелика, і складається він усього з трьох вершин. У плані хребет має форму півмісяця, який простягається зі сходу на північний захід, випуклою частиною обернений на південний захід. Центральна частина масивна і порівняно полога, тут розташована головна вершина хребта — Ігровець. На східному кінці хребта розташована локальна вершина Ріг (1475 м), на північно-західному кінці — гора Висока (1803,6 м), від якої в північно-західному напрямку простягається хребет Матахів. 
Вершини і привершинні схили незаліснені, з кам'яними осипищами, місцями — криволісся з сосни гірської; нижче — лісові масиви. 
Найближчі населені пункти: Стара Гута, Осмолода.

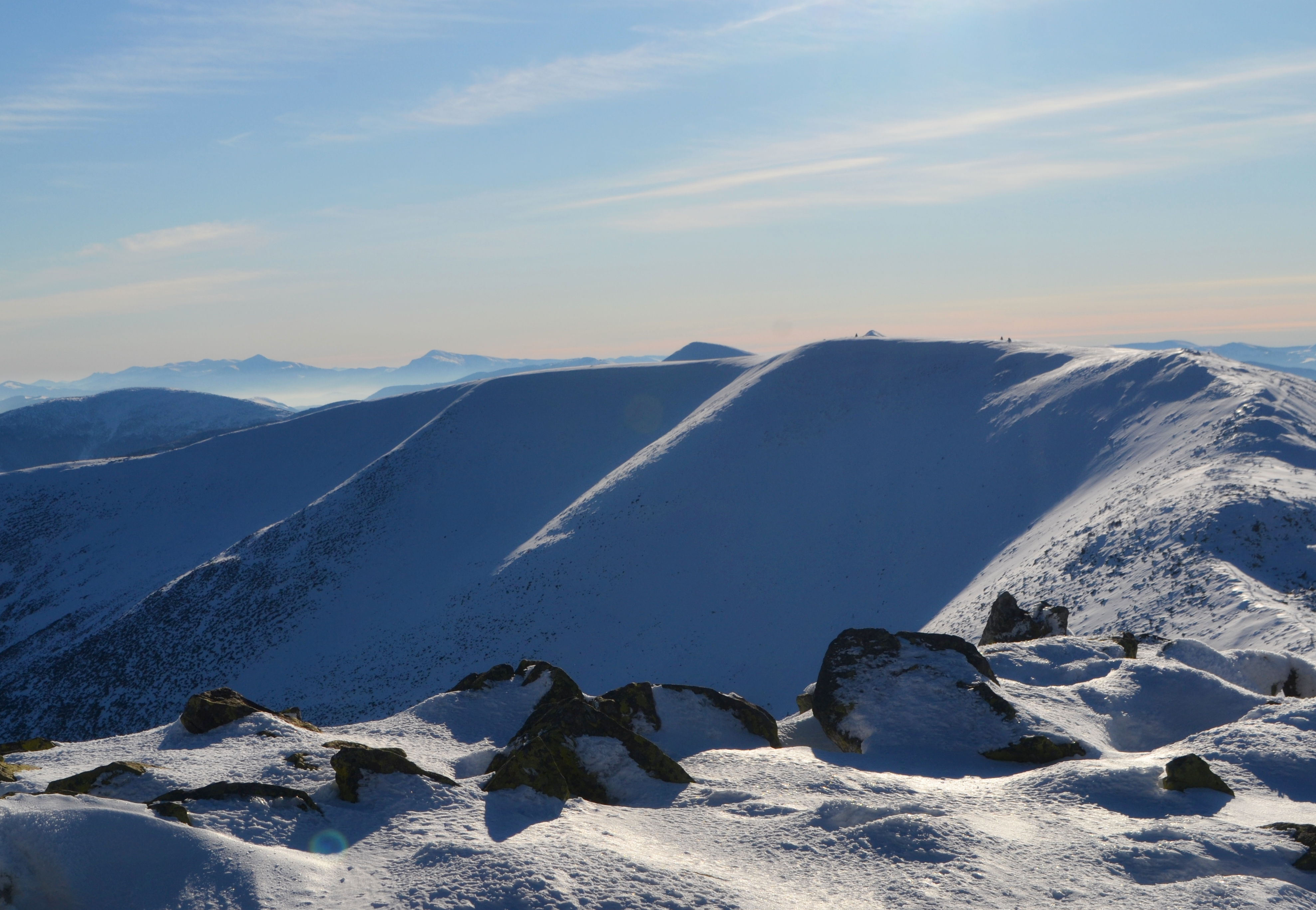